# هشام إسماعيل
هشام إسماعيل (من مواليد 30 مارس 1984)، ممثل مصري.

## عن حياته
خريج كلية التجارة وإدارة الأعمال - قسم إدارة الأعمال من جامعة حلوان عام 1998 ومصرفي سابق بأحد البنوك الإستثمارية في القطاع الخاص من عام 1999 حتى 2007. قدم عدد من الأعمال المسرحية مع فرقة ستوديو 2000 (المؤلف لينين الرملي) وهي: سلام النساء وكلنا عايزين صورة والشئ وعدد من المسرحيات في مهرجانات المركز الثقافي الفرنسي ومسرح الهناجر مثل القاعدة والإستثناء وما تقلقش. جاءت بدايته الحقيقية في مسيرته الاحترافية عندما قدم مسرحية «قهوة سادة» للمخرج الكبير خالد جلال وهي نتاج ورشة التمثيل والارتجال في ستوديو مركز الإبداع الفني التابع لوزارة الثقافة والتي انضم اليها عام 2006 وتم تقديم العرض عام 2008، التقطه المخرج الكبير شريف عرفة ليقدم به اعلانا لشركة اتصالات حقق نجاحا هائلا في رمضان عام 2008 وخلال نفس العام تم تقديم برنامج من غير مقص الذي حقق نجاحا كبيرا خاصة في تقليد بعض الشخصيات العامة المشهورة. كانت نقطة التحول عندما اختاره أحمد مكي النجم الكوميدى المتألق ليشاركه هو وزميله محمد سلام من ابطال مسرحية قهوة سادة في فيلمه «طير أنت» عام 2009 وقدم الأدوار المسندة اليه ببراعة اشاد بها الجمهور والنقاد بالنسبة للتجربة الأولى سينمائيا ثم توالى النجاح مع أحمد مكي في مسلسل «الكبير قوي»

## أعماله

### الأفلام
- السفاح (2009).
- إبراهيم الأبيض (2009).
- طير إنت (2009).
- تلك الأيام (2010).
- عسل أسود (2010).
- سيما على بابا (2011).
- الآنسة مامي (2012).
- كلبي دليلي (2013).
- عنتر وبيسة (2014).
- سالم أبو أخته (2014).
- فزاع (2015). أول بطولة مطلقة له.
- يوم مالوش لازمة (2015).
- نوم التلات (2015).
- آخر ورقة (2015).
- 30 يوم في العز (2016).
- دعدووش. (2017)
- الأبلة طم طم. (2018)

### المسلسلات
- إيجار قديم : 2022
- أحلام سعيدة :2022
- خارج السيطرة 2021
- ورا كل باب ج 2 2021
- من غير مقص (2007).
- بشرى سارة (2009).
- حكايات بنعيشها (2009).
- تامر وشوقية ج3 (2009).
- جوز ماما (2010).
- القبطان عزوز ج2 (2010).
- الكبير قوي الجزء (1,2,3,4)(2014) (2013)،(2011)، (2010).
- عايزة أتجوز (2010). ضيف شرف
- حكايات بنعيشها (2010).
- قصة حب (2010).
- الجماعة (2010). ضيف شرف
- الشحرورة (2011).
- القبطان عزوز ج3 (2011).
- الباب في الباب الجزء (1,2) (2012)، (2011).
- عريس دليفري (2011).
- قشطة وعسل (2013).
- ذات (2013).
- الزوجة الثانية (2013).
- امبراطورية مين (2014). ضيف شرف
- أبو البنات (2016).
- أهو ده اللي صار (2019)

فزاع وصل
- حلوة الدنيا سكر 2021
- الكبير أوي 2022

### المسرحيات
- قهوة سادة (2009).
- علي عليوة (2014).
- وزير من الوزراء (2014).

### البرامج
- من غير مقص (2008).
- مطلوب رئيس (2011).
- وش السعد (2016).

## وصلات خارجية
- هشام إسماعيل على موقع الدهليز
- هشام إسماعيل على موقع قاعدة بيانات الأفلام العربية